# Erik Johan Bergenschöld
Erik Johan Bergenschöld, även Bergenskjöld, född 3 september 1785, död 21 januari 1865 i Kräcklinge församling, Örebro län, var en svensk ämbetsman.

## Biografi
Bergenschöld var son till häradshövdingen Carl Bergenskjöld och Eva Maria Lagerhjelm. Han anställdes i justitierevisionsexpeditionen 1803, blev notarie i Svea hovrätt 1806 samt protokollssekreterare 1810, expeditionssekreterare 1815, revisionssekreterare 1818, tillförordnad justitiekansler 1819 och ordinarie sådan 1824. Han var landshövding i Örebro län 1835–1856 och som sådan intresserad bland annat av folkundervisningen och nykterhetsfrämjandet. 
Han ägde Skoftesta herrgård i Kräcklinge socken. Han var riddare av Nordstjärneorden.